# Jonathan (Apfel)
Jonathan ist eine Apfelsorte, deren Ursprung ein Sämling der Sorte Esopus Spitzenberg ist, gefunden auf der Farm von Philip Rick, New York. 1826 wurde diese Sorte erstmals beschrieben.

## Beschreibung
Die Sorte Jonathan wächst schwach bis mittelstark und bildet eine rundliche Krone mit dünnen Trieben. Der Baum benötigt einen warmen Standort und einen nährstoffreichen, eher trockenen Boden. Als diploide Sorte gilt Jonathan als guter Pollenspender. Der Ertrag ist regelmäßig und hoch. Anfälligkeit besteht gegenüber Apfelschorf, Mehltau und Feuerbrand.
Die Frucht ist mittelgroß und dunkelrot über grüngelber Grundfarbe. Der Geschmack ist fein süßsäuerlich, aromatisch, das hellgelbe Fruchtfleisch ist fest und saftig. Die Erntezeit ist Ende September, die Genussreife läuft von November bis Anfang April. Die Lagerfähigkeit ist sowohl unter konventionellen Bedingungen wie auch im CA-Lager gut. Die Früchte werden allerdings häufig fleckig.

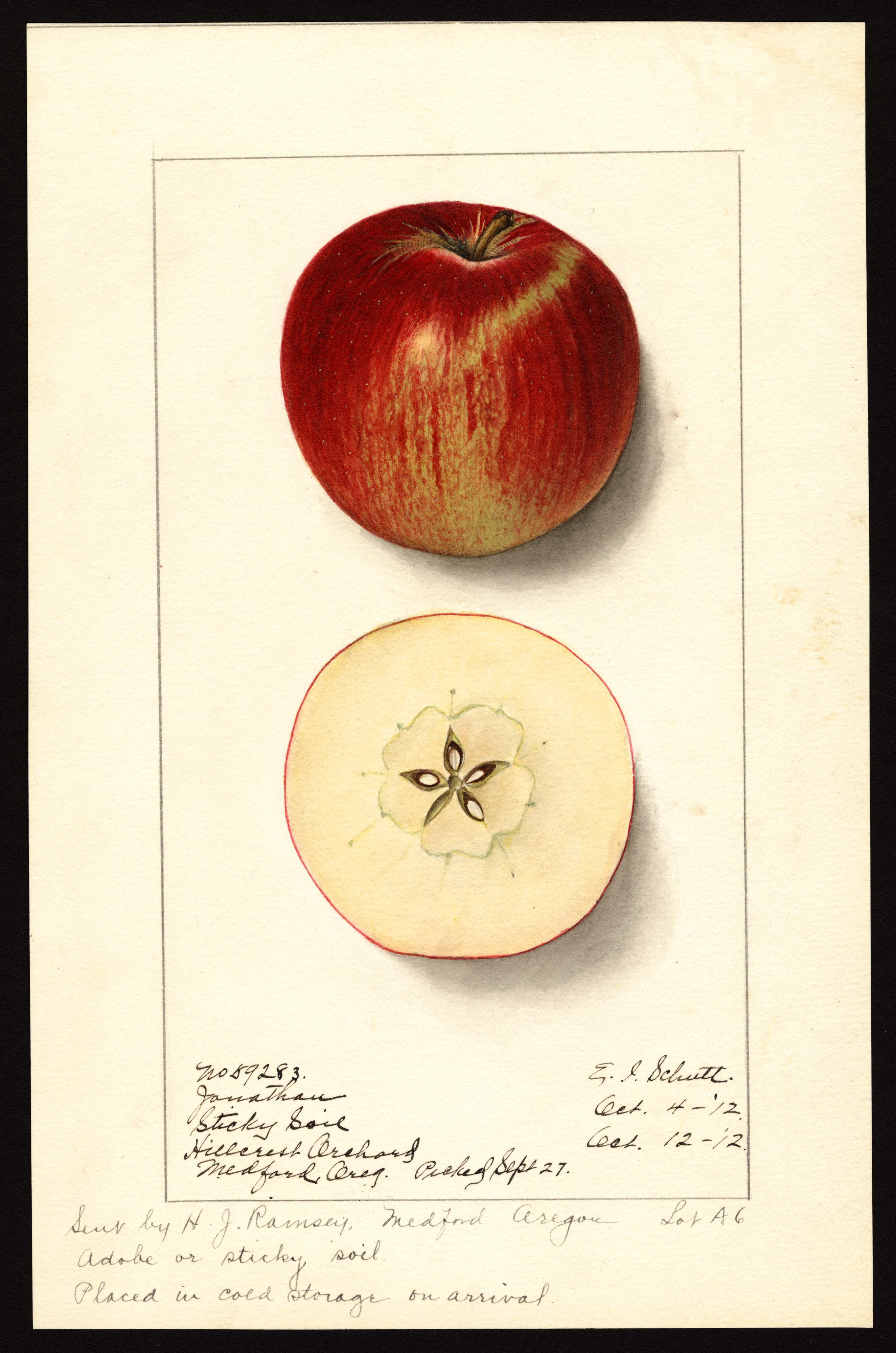
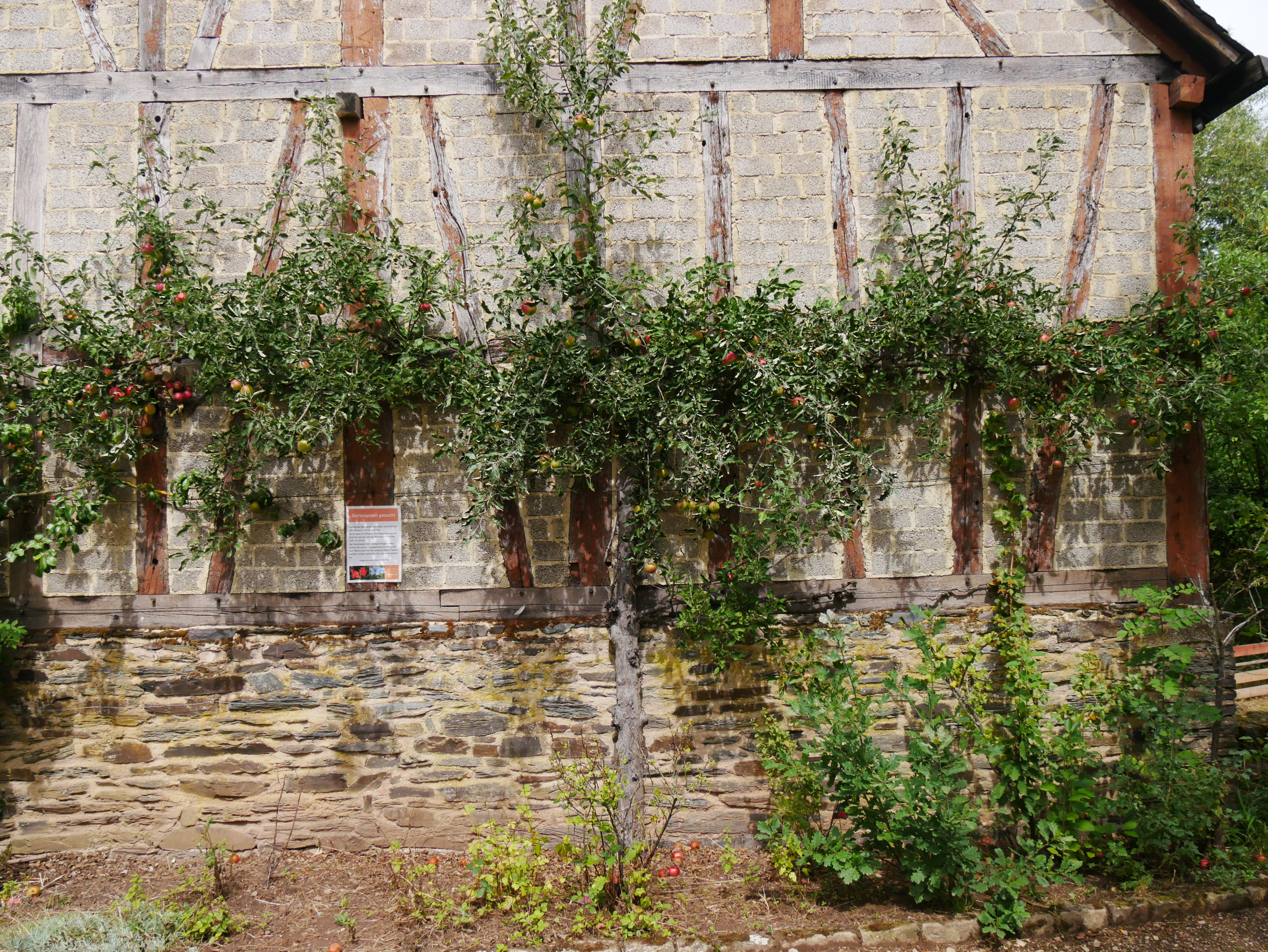
Ganzer Spalierbaum
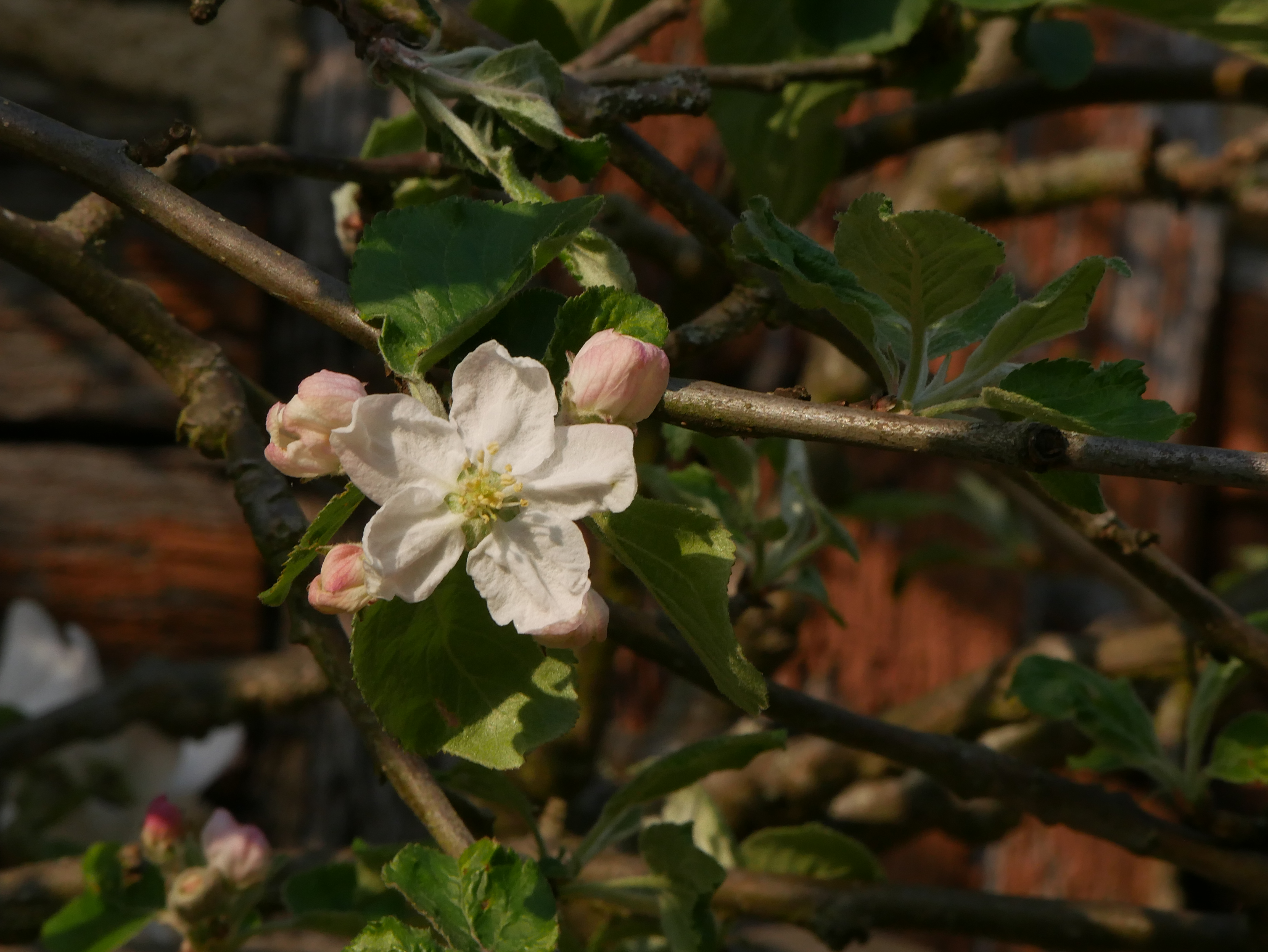
Blüte
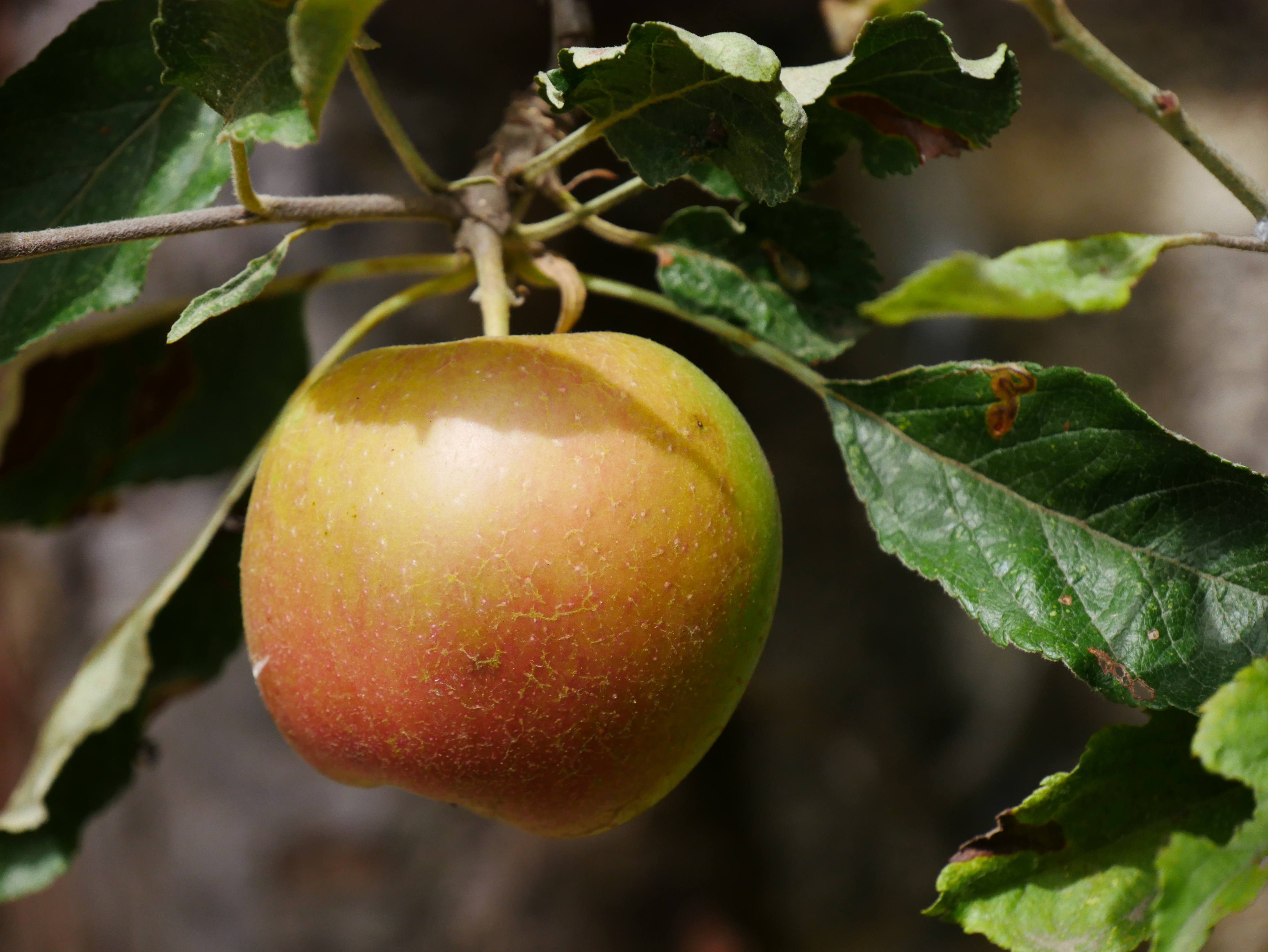
Einzelfrucht am Baum
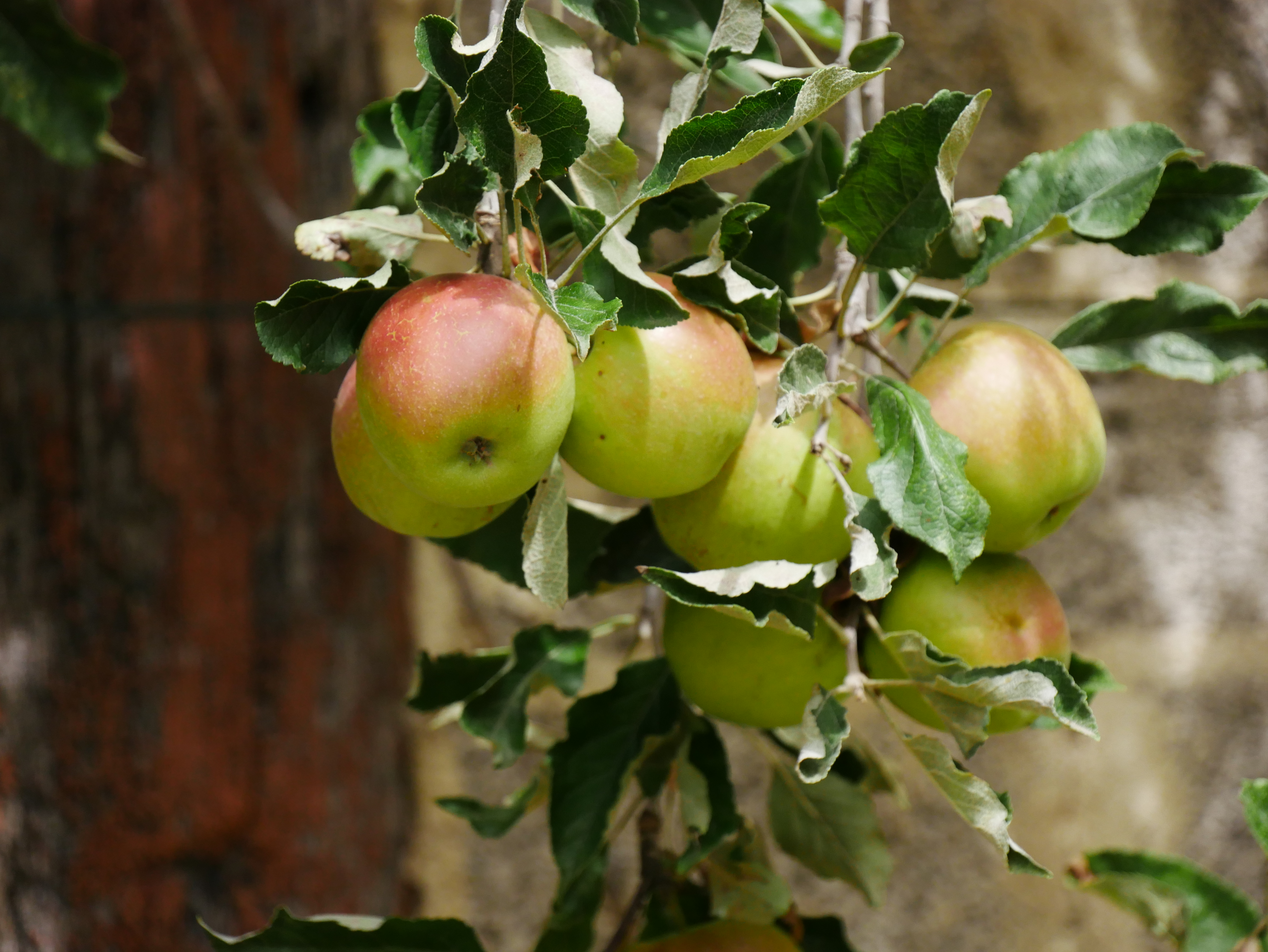
Früchte am Baum
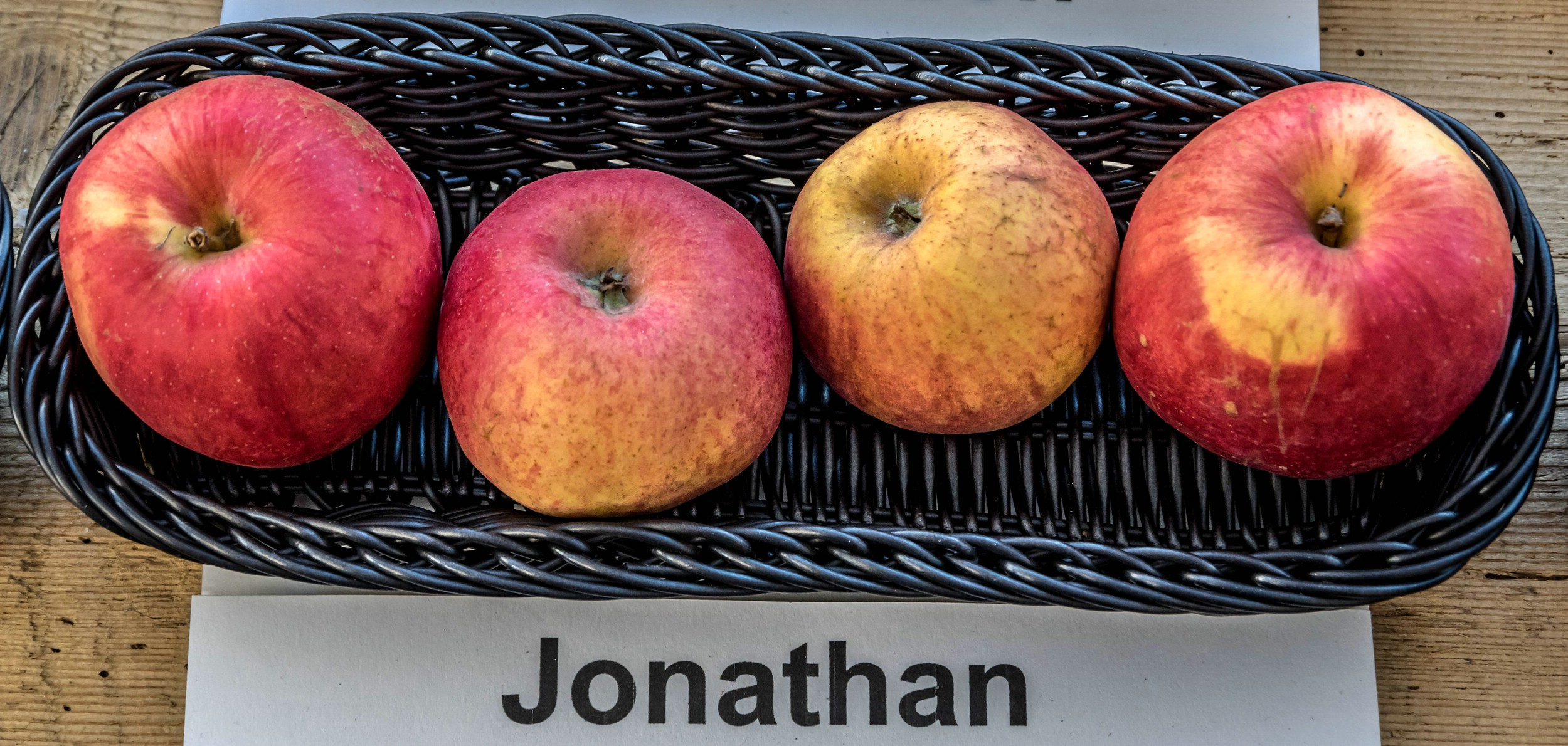
Ansicht der Frucht